# Orchard Lake
Orchard Lake – miejscowość w Stanach Zjednoczonych, w stanie Michigan. W 2000 r. miasto to na powierzchni 10,6 km² zamieszkiwało 2 215 osób.
W Orchard Lake odbywają się obchody polskich rocznic, organizowane przez Polonię Amerykańską.
Wydarzenia te odbywają się na terenie kampusu polskich Zakładów Naukowych (ang. Orchard Lake Schools in Michigan). Sercem tego kampusu jest Seminarium św. Cyryla i Metodego założone 4 stycznia 1879 za zezwoleniem papieża Leona XIII po wcześniejszej petycji wystosowanej przez o. Leopolda Moczygembę. Seminarium założył ks. Józef Dąbrowski, jego pierwszy rektor i założyciel w 1885 Zakładów Naukowych.